# Storm på Stillevænget
Storm på Stillevænget (Storm på Lugna gatan) er en svensk tv-julekalender fra 2018 med instruktion af Emma Bucht og manuskript af Lina Åström, Marja Nyberg og Adrian Boberg. Den blev sendt på SVT 1, der omtalte den som en familiekomedie.
I december 2019 blev den sendt på den danske tv-kanal DR Ramasjang med danske stemmer.

## Handling
Storbyfamilien Storm flytter til byen Jernkrogen (svensk: Järnkroken). Det indebærer en del problemer, som de forsøger at løse. Det første er at huset de flytter ind i ikke lever op til forventningerne, da interiøret er i dårlig stand. På gården som de bor på er der tre huse udover deres. I det ene hus bor Malva, Simon og Steen. De klæder sig i hippietøj og plejer blandt andet at dyrke yoga. I det andet hus bor Mika og hendes datter Evin. De er ekstremt optagede af elektronik og computere. Hele deres hus er bygget om, så det fungerer som en stor iphone. Derfor styres hjemmet af noget, der kaldes for "Hjemmerobot". Malva og Mika har svært ved at acceptere hinandens forskellige måder at leve på, men takket være familien Storm får de lettere ved at håndtere hinanden. I det sidste hus bor Eskild. Han anses for at være lidt mystisk, og til at begynde med er børnene lidt bange for ham. Det viser sig, at Eskild engang har fungeret som stationsforstander. Efter et stykke tid lærer børnene også Eskild at kende, som viser sig at være rar.
Byen styres officielt af kommunalbestyrelsen, der repræsenteres af Sven, men i virkeligheden er det hans snobbede kone Tutte Sølverhjelm, der har magten. Hvert år har byen noget, der hedder Julekampen. Tutte har vundet den hvert år i ni år. Hun er også meget sikker på at vinde i år. Det viser sig efter et stykke tid, at Tutte er meget opsat på at vinde. Børnene opdager også, at hun snyder i konkurrencen.
Jernkrogen ligger ved en jernbane, som er i drift. Men byens jernbanestation har været lukket i 20 år. I stedet går der en motorvej forbi Jernkrogen, som i det mindste kommunalbestyrelsen synes erstatter jernbanestationen. Det planlægges at ombygge jernbanestationen til et museum. Førstepræmien i Julekampen er at kunne bestemme, hvordan museet skal se ud. Af en eller anden grund er Tutte opsat på at vinde denne konkurrence, så opsat at hun snyder. Formentlig for at kunne bestemme over den gamle jernbanestation. Hun har endda hyret snedkere til at bygge stationen om efter hendes ønske, allerede før konkurrencen er afgjort. Børnene udspionerer Tutte, og det viser sig, at hun har lumske planer for stationsbygningen. Hun har i sinde at rive den ned og bygget et stort parkeringshus i beton, som sikkert vil blive godt benyttet.
Eskild, der viser sig at være den tidligere stationsforstander på den gamle station, bruger nætterne på at gå ind på den og pusle med ting. Men hvad det er han gør, er noget børnene længe funderer over. Eskild viser sig at være vældig rar, men han bærer også på en sorg. Han mistede sine forældre, da han var lille. Han har også en lillesøster, men hvor hun er blevet af, er der endnu ingen der ved. Inde i stationsbygningen har Eskild bygget et modeljernbaneanlæg. Anlægget forestiller Jernkrogen i model. Han har endda lavet gården, hvor familien Storm bor. Da børnene bliver klar over Eskilds hemmeligheder forstår de, hvor vigtigt det er at vinde konkurrencen og stoppe Lussans planer. Tutte gør imidlertid alt for at vinde konkurrencen, uanset prisen. Det er utroligt vigtigt for hende at få revet stationsbygningen ned og bygget sit betonhus. Men der er ingen der kan regne ud, hvorfor det er så vigtigt for Tutte.

## Medvirkende
- Adrian Macéus - Leo Storm
- Maja Söderström - Vilja Storm
- Cecilia Forss - Sanna Storm
- Henrik Johansson - Trond Storm
- Wilma Lidén - Evin Strong
- Shima Niavarani - Mika
- Sofia Ledarp - Malva
- Johan Rheborg - Eskild (svensk: Eskil)
- Lena Philipsson - Tutte Sølverhjelm (svensk: Lussan Silfverhielm)
- Edvin Ryding - Sylvester
- Olof Wretling - Svend (svensk: Sven)
- Ulla Skoog - Gudrun
- Eric Stern - Simon
- Linus Wahlgren - Steen (svensk: Sten)
- Happy Jankell - Freja
- Christoffer Holmberg - Hjemmerobot (svensk: Hembot)
- Erik McAllister - Byplanlægger
- Carolina Klüft - Sig selv
- Roddy Benjaminson - Hero
- Måns Nathanaelson - Politibetjent
- Nikki Amini - Jurymedlem
- Markus Aujalay - Jurymedlem
- Elsa Bucht Wesslén - Jurymedlem

## Danske stemmer
- Katrine Greis-Rosenthal - Sanna Storm
- Sylvester Neye - Leo Storm, barn
- Esben Dalgaard Andersen - Trond Storm
- Idun Mealor Olsen - Vilja Storm, barn
- Trine Pallesen - Tutte Sølverhjelm, folk, dame, kor, servitrice
- Bente Eskesen - Gudrun
- Billie Bo Winther - Evin Strong, barn
- Bjarne Antonisen - Simon
- Caspar Phillipson - Svend, robotstemme, folk
- Henrik Koefoed - Eskild
- Isabella Kjær-Westermann - Barn, pige, jurymedlem
- Jesper Hagelskær Paasch - Hero, folk, poet, mand
- Josef Aarskov - Magnus, Hjemmerobot, byggefyr, folk, politibetjent
- Judith Rothenborg - Folk, bedstemor
- Julian Clausen - Sylvester, folk, barn
- Karoline Munksnæs Hansen - Malva, folk, kvinde, kor
- Michael Hasselflug - Speaker
- Molly Blixt Egelind - Folk, kor, dukke, dukkefører, politibetjent, jurymedlem
- Thit Aaberg - Freja, hippiesanger, kor
- Trine Lizette Glud - Mika
- Troells Toya - Steen
- Vibeke Dueholm - Dame

## Figurer
- Sanna Storm forsøger at skrive på sin bog, men det går ikke så godt. Hun er energisk og konkurrencepræget. Hun hader at blive sammenlignet med sin mor, der også er forfatter.
- Trond Storm gør hvad han kan for at holde styr på sine børn, men det lykkes ikke altid. Han er den som sætter grænser, men indimellem gør han ting uden at tænke sig om, som da han på et julemarked køber tavler med citater fra deres konkurrent Lussan. Trond er lærer og har en stor passion for sine fag. Han pusle gerne og elsker at bage og sætte i stand.
- Leo Storm og Vilja Storm er Sanna og Tronds børn. Leo er 11-12 år gammel, og Vilja er 5-6 år gammel. Til at begynde med er ingen af dem glade for at have flyttet til Järnkroken.
- Tutte Sølverhjelm (svensk: Lussan Silfverhielm) er en bestemt og snobbet dame, der elsker at prale af sine præmier og pokaler fra forskellige konkurrencer. Hun er nedladende overfor de fleste. Lussan går ofte i pelse og dyrt modetøj. Hun er gift med Sven, som hun har sønnen Sylvester med.
- Sylvester er søn af Sven og Tutte. Han bliver striks opdraget og har svært ved selv at tage beslutninger. Sylvester er interesseret i Evin, men han ved ikke, hvordan han skal vise det, og er bange for at få afslag. Da familien Storm flytter ind, lærer han efterhånden Leo og Vilja at kende og får desuden øgenavnet Sylten af Vilja.

## Indspilning
Julekalenderen foregår i en svensk provinsby, men i virkeligheden er mange scener optaget på øen Djurgården i Stockholm. Stillevænget (svensk: Lugna gatan) udgøres således af Långa gatan i kvarteret Djurgårdsstaden, hvor der er mange fine træhuse fra 1700- og 1800-tallet. Gårdspladsen, som børnene og deres familier bor omkring, ligger bag værtshuset Lilla Hasselbacken på Djurgårdslätten 78. Det var ellers tanken, at familierne skulle bo i et villaområde. Men det ville have krævet, at et større område skulle have den ønskede snedækning, så man forenklede det ved at koncentrere sig om en gårdsplads. Noget af sneen kom, mens optagelserne stod på fra januar til april 2018. Det meste sne blev dog skaffet ved at skrabe det af isbanerne på Östermalms idrottsplats og efterfølgende fordele det som ønsket. På træer og tage blev der lagt kunstsne.
Interiørerne i de tre familiers huse blev lavet som studiooptagelser. Eskilds hus er udvendigt Kägelbanan ved værtshuset men indvendigt et ældre hus på frilandsmuseet Skansen. Som den tidligere stationsbygning benyttedes en gammel murstensbygning ved Sollidenporten på Skansen, der normalt benyttede til haveredskaber. Folkets hus, hvor indbyggerne samles til julemarked, er Nykterhetsrörelsens hus på Skansen. Tutte Sølverhjelms villa er udvendigt en stor villa i Djurgårdsstaden, der nu er et flerfamilieshus, men indvendigt en villa i Djursholm.